# فردونیا (آیووا)
فردونیا (به انگلیسی: Fredonia) شهری در ایالت آیووا کشور ایالات متحده آمریکا است که جمعیت آن در سرشماری سال ۲۰۱۰ میلادی، ۲۴۴ نفر بوده‌است.